# Nguyễn Văn Mễ
Nguyễn Văn Mễ (sinh 1947) là đại biểu Quốc hội Việt Nam khóa 11, thuộc đoàn đại biểu Thừa Thiên Huế.